# Heilig Hartbeeld (Neerbeek)
Het Heilig Hartbeeld, ook: Bevrijdingsmonument, is een standbeeld in de Nederlandse plaats Neerbeek, in de provincie Limburg.

## Achtergrond
Het Heilig Hartbeeld werd opgericht als monument ter nagedachtenis aan de bevrijding. Het beeld werd gemaakt door de Maastrichtse beeldhouwer Jean Weerts. Het is geplaatst aan de zuidzijde van de Sint-Callistuskerk en werd onthuld op paasmorgen 1946.

## Beschrijving
De staande drieënhalve meter hoge Christusfiguur is gemaakt van Frans kalksteen. Hij wijst met zijn rechterhand naar het Heilig Hart op zijn borst. Het lichaam is gedraaid, waardoor de suggestie van beweging wordt gegeven.
Het beeld staat op een voetstuk van rode baksteen, waarop een plaquette is aangebracht met de tekst: 

Neerbeek dankt u voor de bevrijding 17 september 1944

De genoemde datum is niet juist, Neerbeek werd bevrijd op de 18e september, een dag later.

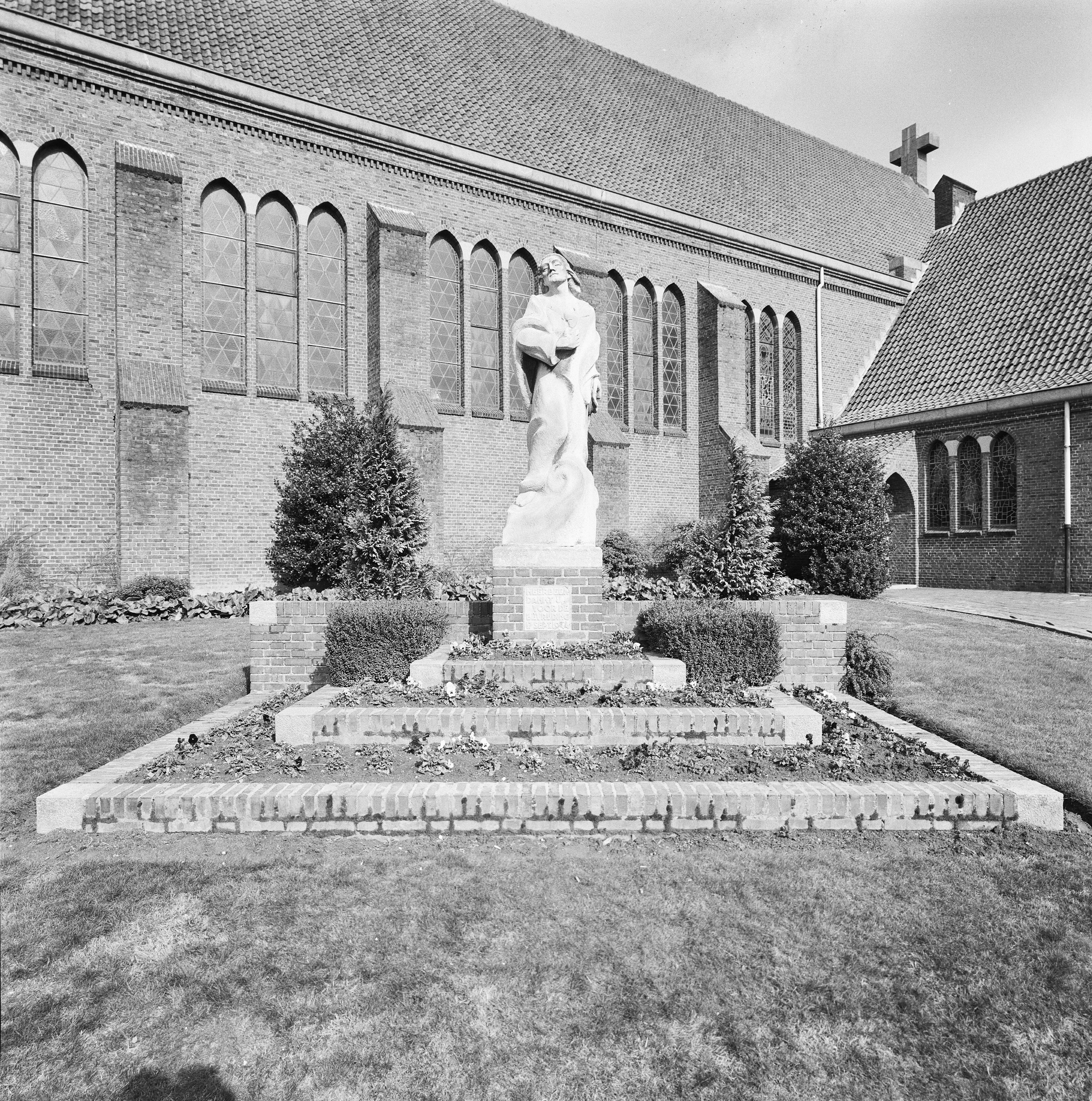
Het monument in 1992
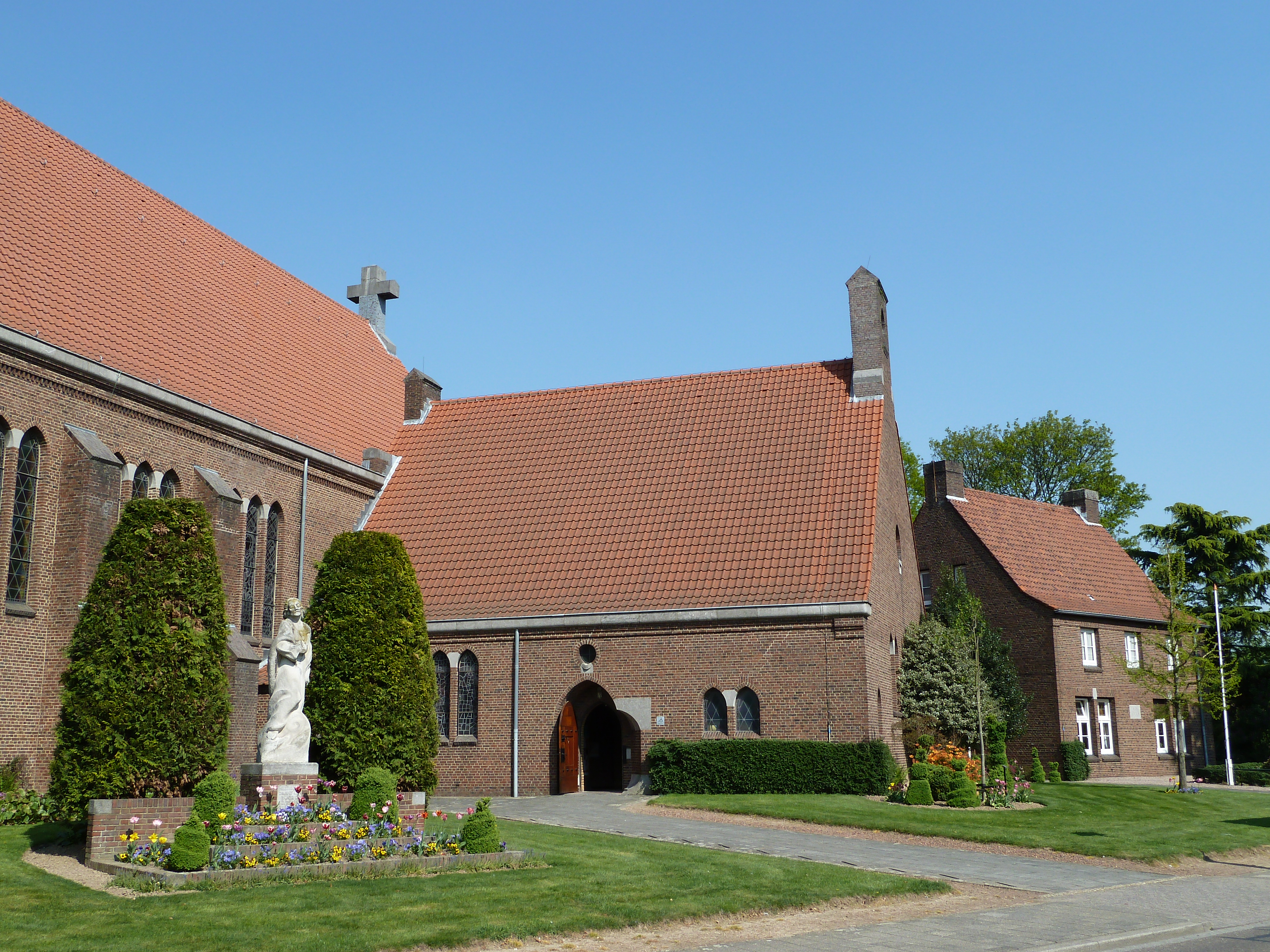
Het monument in 2011